# Ambrosio Grimaldi y Guitard
Ambrosio Grimaldi y Guitard (Algeciras, 1798-Cádiz, 1873) fue un pintor, periodista y escritor español.

## Biografía
Natural de Algeciras, nació el 3 de diciembre de 1798. Se dio a conocer especialmente como retratista. Fueron sus maestros un tal Francisco Catalán, según Ossorio y Bernard discípulo de Goya, y Marras, pintor de cámara del archiduque de Austria. Dedicado a la enseñanza de dibujo fue profesor de varios colegios en 1818 y 1845, y del Instituto de segunda enseñanza de Algeciras en 1853. Presentó en la Exposición de Jerez de 1858 dos medallones, por los que obtuvo una mención honorífica. Escribió un tratado especial del arte, fundado en los principios geométricos y analíticos, para uso de varias academias particulares, y a la avanzada edad de sesenta y seis años publicó una obra titulada Roma artística y literaria, edición de gran lujo. Falleció en Cádiz en 18 de abril de 1873.